# Tour de France 1985
Il Tour de France 1985, settantaduesima edizione della corsa, si svolse in ventitré tappe precedute da un prologo iniziale, tra il 28 giugno e il 21 luglio 1985, su un percorso di 4 127,8 km complessivi. 
La vittoria andò per la quinta ed ultima volta al passista-cronoman, scalatore e finisseur francese Bernard Hinault (al sesto podio della carriera al Tour dopo altre quattro vittorie ed un secondo posto conseguito nella edizione precedente), che quindi riuscì ad eguagliare il numero di trionfi nella competizione ottenuto già dal connazionale Jacques Anquetil e dal fiammingo Eddy Merckx.
Hinault portò a termine le sue fatiche sugli asfalti della Francia in 113h24'23". 
Il compagno di squadra statunitense di Hinault, Greg LeMond (al suo secondo podio nella Grande Boucle dopo il terzo posto conseguito nella precedente edizione) si piazzò al secondo posto della classifica generale. 
In terza posizione nella classifica generale si piazzò il passista-scalatore irlandese Stephen Roche (al primo podio in carriera al Tour). 
Roche fu anche il primo ciclista irlandese a salire sui prestigiosi gradoni degli Champs-Élysées); peraltro egli precedette in classifica generale un connazionale: il finisseur Sean Kelly, giunto quarto.

## Tappe
| Tappa  | Data      | Percorso                                                  | km      | Vincitore di tappa   | Leader cl. generale |
| ------ | --------- | --------------------------------------------------------- | ------- | -------------------- | ------------------- |
| prol.  | 28 giugno | Plumelec (cron. individuale)                              | 6,8     | Bernard Hinault      | Bernard Hinault     |
| 1ª     | 29 giugno | Vannes > Lanester                                         | 256     | Rudy Matthijs        | Eric Vanderaerden   |
| 2ª     | 30 giugno | Lorient > Vitré                                           | 242     | Rudy Matthijs        | Eric Vanderaerden   |
| 3ª     | 1º luglio | Vitré > Fougères (cron. a squadre)                        | 73      | La Vie Claire-Wonder | Eric Vanderaerden   |
| 4ª     | 2 luglio  | Fougères > Pont-Audemer                                   | 239     | Gerrit Solleveld     | Kim Andersen        |
| 5ª     | 3 luglio  | Neufchâtel-en-Bray > Roubaix                              | 224     | Henri Manders        | Kim Andersen        |
| 6ª     | 4 luglio  | Roubaix > Reims                                           | 221,5   | Francis Castaing     | Kim Andersen        |
| 7ª     | 5 luglio  | Reims > Nancy                                             | 217,5   | Ludwig Wijnants      | Kim Andersen        |
| 8ª     | 6 luglio  | Sarrebourg > Strasburgo (cron. individuale)               | 75      | Bernard Hinault      | Bernard Hinault     |
| 9ª     | 7 luglio  | Strasburgo > Épinal                                       | 173,5   | Maarten Ducrot       | Bernard Hinault     |
| 10ª    | 8 luglio  | Épinal > Pontarlier                                       | 204,5   | Jørgen Vagn Pedersen | Bernard Hinault     |
| 11ª    | 9 luglio  | Pontarlier > Morzine-Avoriaz                              | 195     | Luis Herrera         | Bernard Hinault     |
| 12ª    | 10 luglio | Morzine > Lans-en-Vercors                                 | 269     | Fabio Parra          | Bernard Hinault     |
| 13ª    | 11 luglio | Villard-de-Lans > Villard-de-Lans (cron. individuale)     | 31,8    | Eric Vanderaerden    | Bernard Hinault     |
|        | 12 luglio | giorno di riposo                                          |         |                      |                     |
| 14ª    | 13 luglio | Autrans > Saint-Étienne                                   | 179     | Luis Herrera         | Bernard Hinault     |
| 15ª    | 14 luglio | Saint-Étienne > Aurillac                                  | 237,5   | Eduardo Chozas       | Bernard Hinault     |
| 16ª    | 15 luglio | Aurillac > Tolosa                                         | 247     | Frédéric Vichot      | Bernard Hinault     |
| 17ª    | 16 luglio | Tolosa > Luz-Ardiden                                      | 209,5   | Pedro Delgado        | Bernard Hinault     |
| 18ª-1ª | 17 luglio | Luz-Saint-Sauveur > Colle d'Aubisque                      | 52,5    | Stephen Roche        | Bernard Hinault     |
| 18ª-2ª | 17 luglio | Laruns > Pau                                              | 83,5    | Régis Simon          | Bernard Hinault     |
| 19ª    | 18 luglio | Pau > Bordeaux                                            | 203     | Eric Vanderaerden    | Bernard Hinault     |
| 20ª    | 19 luglio | Montpon-Ménestérol > Limoges                              | 225     | Johan Lammerts       | Bernard Hinault     |
| 21ª    | 20 luglio | Lac de Vassivière > Lac de Vassivière (cron. individuale) | 47,5    | Greg LeMond          | Bernard Hinault     |
| 22ª    | 21 luglio | Orléans > Parigi                                          | 196     | Rudy Matthijs        | Bernard Hinault     |
| Totale | Totale    | Totale                                                    | 4 127,8 |                      |                     |

## Squadre e corridori partecipanti
| N.    | Cod. | Squadra                      |
| ----- | ---- | ---------------------------- |
| 1-10  | REN  | Renault-Elf                  |
| 11-20 | LVC  | La Vie Claire-Wonder-Radar   |
| 21-30 | PEU  | Peugeot-Shell-Michelin       |
| 31-40 | SKI  | Skil-Sem-Kas-Miko            |
| 41-50 | REY  | Reynolds-TS Batteries        |
| 51-60 | FAG  | Fagor                        |
| 61-70 | SPL  | Hitachi-Splendor-Sunair      |
| 71-80 | PAN  | Panasonic-Raleigh            |
| 81-90 | CdC  | Varta-Café de Colombia-Mavic |

| N.      | Cod. | Squadra                          |
| ------- | ---- | -------------------------------- |
| 91-100  | CAR  | Carrera-Inoxpran                 |
| 101-110 | RED  | La Redoute                       |
| 111-120 | KWA  | Kwantum Hallen-Yoko              |
| 121-130 | ZOR  | Zor-Novotel                      |
| 131-140 | LOT  | Lotto-Eddy Merckx                |
| 141-150 | VER  | Verandalux-Dries-Nissan          |
| 151-160 | ORB  | Seat-Orbea                       |
| 161-170 | SAN  | Santini-Selle Italia-Conti-Galli |
| 171-180 | TON  | Tönissteiner-TW Rock-BASF        |

## Resoconto degli eventi
Al Tour de France 1985 parteciparono 180 corridori, e a Parigi arrivarono in 144.  Le squadre partecipanti erano 5 francesi, 4 belghe, 3 spagnole, 2 italiane, 2 olandesi, 1 colombiana.  I corridori partecipanti erano 40 belgi, 38 francesi, 29 spagnoli, 22 olandesi, 14 italiani, 11 colombiani,  4 svizzeri, 2 irlandesi, 2 britannici, 2 danesi, 2 australiani, 2 statunitensi, 1 canadese, 1 tedesco, 1 neozelandese, 1 polacco. 
Dopo aver rinunciato a partecipare al Tour de France 1983 a causa di una tendinite e dopo essersi piazzato al secondo posto, dietro a Laurent Fignon, nel Tour del 1984, Bernard Hinault era alla ricerca della quinta vittoria alla Grand Boucle, risultato che gli avrebbe fatto uguagliare il record di Jacques Anquetil e Eddy Merckx. Per il 1985, sì da assicurarsi la miglior formazione possibile, Hinault chiamò tra le file della sua squadra, la La Vie Claire-Wonder-Radar, anche il campione ventiquattrenne Greg LeMond, classificatosi terzo al Tour 1984 e suo compagno di squadra già alla Renault; in cambio, il francese promise e in televisione che avrebbe sostenuto LeMond l'anno seguente, come infatti avvenne, nel corso del trionfale di questi Tour de France 1986.
Il percorso di questo Tour, assai più dolce, rispetto a quello dell'anno precedente, inoltre infarcito di cronometro, andava incontro alle qualità tecniche di Hinault, beniamino degli sportivi francesi e futuro dirigente d'organizzazione della Grand Boucle. Primo sia nel cronoprologo che nella lunghissima tappa contro il tempo di Strasburgo, dove riconquistò la maglia gialla, Hinault si ferì al naso cadendo nella tappa di Saint Etienne; benché fratturato, continuò la Corsa senza andare incontro a insidie al suo primato, anche perché nel corso delle tappe sui Pirenei gli scalatori colombiani Lucio Herrera e Fabio Parra rinunziarono ad attaccarlo.
Questa edizione del Tour de France vide il primo impiego dei pedali clipless (fabbricati dalla LOOK), usati tra gli altri anche da Bernard Hinault, che accreditò al loro utilizzo l'essersi evitato ferite più serie nella sua caduta. 
Insignificante la partecipazione dei corridori italiani, tra i quali Guido Bontempi e Roberto Visentini: questi primo dei nostri e con oltre un'ora di distacco dal Vincitore.

## Classifiche della corsa

### Classifica generale - Maglia gialla
| Pos. | Corridore       | Squadra       | Tempo      |
| ---- | --------------- | ------------- | ---------- |
| 1    | Bernard Hinault | La Vie Claire | 113h24'23" |
| 2    | Greg LeMond     | La Vie Claire | a 1'42"    |
| 3    | Stephen Roche   | La Redoute    | a 4'29"    |
| 4    | Sean Kelly      | Skil-Sem      | a 6'26"    |
| 5    | Phil Anderson   | Panasonic     | a 7'44"    |
| 6    | Pedro Delgado   | Reynolds      | a 11'53"   |
| 7    | Luis Herrera    | Café de Col.  | a 12'53"   |
| 8    | Fabio Parra     | Café de Col.  | a 13'35"   |
| 9    | Eduardo Chozas  | Reynolds      | a 13'56"   |
| 10   | Steve Bauer     | La Vie Claire | a 14'57"   |

### Classifica a punti - Maglia verde
| Pos. | Corridore     | Squadra       | Punti |
| ---- | ------------- | ------------- | ----- |
| 1    | Sean Kelly    | Skil-Sem      | 434   |
| 2    | Greg LeMond   | La Vie Claire | 332   |
| 3    | Stephen Roche | La Redoute    | 279   |

### Classifica scalatori - Maglia a pois
| Pos. | Corridore     | Squadra      | Punti |
| ---- | ------------- | ------------ | ----- |
| 1    | Luis Herrera  | Café de Col. | 440   |
| 2    | Pedro Delgado | Reynolds     | 274   |
| 3    | Robert Millar | Peugeot      | 270   |

### Classifica giovani - Maglia bianca
| Pos. | Corridore      | Squadra       | Tempo      |
| ---- | -------------- | ------------- | ---------- |
| 1    | Fabio Parra    | Café de Col.  | 113h37'58" |
| 2    | Eduardo Chozas | Reynolds      | a 21"      |
| 3    | Steve Bauer    | La Vie Claire | a 1'22"    |

### Classifica a squadre - Numero giallo
| Pos. | Squadra                    | Tempo |
| ---- | -------------------------- | ----- |
| 1    | La Vie Claire-Wonder-Radar |       |
| 2    | Panasonic-Raleigh          |       |
| 3    | Peugeot-Shell-Michelin     |       |